# Ontologizm
1) termin utworzony przez V. Giobertiego na określenie nauki, według której normą ludzkiego sądzenia o bycie i niebycie jest Bóg osiągalny dla myśli ludzkiej bezpośrednio w nim samym;
2) wszelka nauka filozoficzna uznająca możliwość intuicyjnego poznania Boga, w szczególności teoria widzenia w Bogu głoszona przez N. de Malebranche'a.